# Bernardino Acosta
Bernardino José Gregorio Acosta Ocampo, conocido como Bernardino Acosta (Córdoba, 17 de noviembre de 1851 - Buenos Aires, 23 de julio de 1926) fue un abogado, hacendado y político argentino que tuvo una importante actual en la provincia de Corrientes a fines del siglo xix.

## Biografía
Bernardino Acosta nació en la ciudad de Córdoba, el día 17 de noviembre de 1851. Sus padres fueron Bernardino Acosta y Gabriela Ocampo. Un hermano suyo, Benigno Acosta también fue un político de importancia en su época.
Realizó sus estudios en el Colegio San José de la ciudad de Buenos Aires. En 1880 se casó con María de los Dolores Josefa Coleta Font Achával, con quien tuvo nueve hijos. Enviudó en 1899, y se volvió a casar en 1904 con Amalia Piñeyro Pérez Millán. Ejerció como abogado de importantes compañías de la Argentina.
En el periodo 1884-1888 ejerció como diputado nacional electo por Córdoba, su provincia natal. En 1913 participó también en la reforma de la Constitución de la Provincia de Corrientes, lugar donde se había radicado unos años antes. Allí fundó el Colegio de Abogados, así como la Universidad Popular de Corrientes. De esta última institución fue director durante trece años.
Murió en Buenos Aires el 23 de julio de 1926.

## Honores
La antigua Universidad Popular de Corrientes lleva actualmente su nombre.